# 르우벤 지파
르우벤 지파(히브리어: רְאוּבֵן‎, 현대 히브리어: Rəʼūven, 티베리아 히브리어: Rəʼūḇēn)는 이스라엘의 열두 지파 중 하나이다. 르우벤 지파는 다른 지파들과 다르게 요르단강(요단강) 동편 모압과의 경계에 있는데, 이는 가드 지파의 땅과 므나쎄 지파의 땅 절반만 띄는 특성이다. 르우벤 지파는 야곱의 장자 르우벤의 후손으로 여겨진다. 북이스라엘 왕국의 구성원으로 여겨지며, 기원전 723년경 북이스라엘 왕국의 멸망 이후 역사에서 언급되지 않는다.

## 영토
여호수아기는 므나쎄 지파의 절반과 가드 지파처럼 르우벤 지파의 땅이 요단강 동쪽 트란스요르단 지역에 위치한다고 전한다. 르우벤 지파의 땅은 서쪽으로는 사해와 접하며, 남쪽으로는 아르논강, 동쪽으로는 메드바 곁에 있는 온 평지에 이른다.
성경은 르우벤 지파와 가드 지파 사이의 경계를 분명히 하지 않는다. 대표적으로 민수기 32장 34절에서 디본과 아로엘이 가드 지파의 땅이라 말하지만, 여호수아기 13장 15-16절에서는 르우벤의 땅으로 나타난다. 이에 따라 유대교에서는 르우벤 지파의 땅이 가드 지파 안에 월경지처럼 존재했을 것으로 추정하기도 한다.
또한 여호수아기 13장은 르우벤 지파의 북쪽이 가드 지파에 접한다고 말하지만, 민수기에서는 르우벤 지파가 헤스본 인근에서 가드 지파에게 둘러싸여 사는 것처럼 설명한다. 이를 두고 여호수아기의 영토는 솔로몬 통치기를, 민수기의 영토는 다윗 통치기를 나타낸다는 해석도 존재한다. 기원전 900년경에는 르우벤 지파와 가드 지파의 영토 일부가 모압에 의해 빼앗긴다.

## 성경

### 기원
모세오경에 따르면, 르우벤 지파의 시조 르우벤은 야곱이 레아에게서 낳은 장자이다. 역사학자들은 야곱과 르우벤의 이야기가 르우벤 지파의 기원을 설명하기 위해 창작된 이야기라고 해석한다.
민수기는 르우벤 지파가 르우벤의 네 아들 하녹, 발루, 헤스론, 갈미를 따라 네 분파로 나뉜다고 전한다.
창세기 49장에 기록된 야곱의 축복에서 야곱은 자손들의 운명을 예언하고 축복한다. 현대 역사학자들은 야곱의 축복이 각 지파의 사건들이 모두 벌어진 후에 그 원인을 창작하여 적은 것으로 추정한다. 르우벤은 여기서 야곱의 첩 빌하와 동침한 것에 대한 대가로 "위풍이 월등하고 권능이 탁월하다마는 물의 끓음 같았은즉 너는 탁월하지 못하리니(창 49:4)"라는 예언을 받는다.
성경은 르우벤과 네 아들을 포함해 야곱의 가족들 약 70명이 이집트로 내려갔다고 말한다. 출애굽기 기록에 따르면 이스라엘 자손은 이집트에 430년 동안 머물렀고, 그 수는 여성이나 어린이를 제외하고 약 60만 명으로 늘어났다. 이 때에 그들은 이집트를 떠나서 이집트와 약속된 가나안 땅 사이의 광야를 사십 년 동안 떠돌았다.
지파들이 요단 강을 건너 가나안으로 들어갈 준비를 하고 있을 때, 민수기는 이스라엘 자손이 요단 강 동쪽의 왕 시혼과 옥을 물리쳤다고 기록한다. 르우벤과 가드 지파는 그들이 가축을 키우는데 적합한 요단 동쪽의 땅을 그들의 기업으로 달라고 부탁한다. 모세는 요단 강 서쪽의 땅을 정복하는 것을 돕겠다는 약속을 받는 대가로 그들의 요구를 받아들여, 그들에게 요단강 동편의 땅을 주었다. 모세가 죽은 후 여호수아는 이스라엘 자손의 지도자가 되었고, 르우벤을 포함한 요단강 동부 지파들의 도움을 받아 가나안의 일부를 정복한 뒤 가나안 땅을 나머지 열두 지파에게 분배하였다.
이 사건이 기원전 1200년에 일어났다고 주장하는 학자가 있는 반면, 거의 모든 역사학자들은 여호수아기에 나타난 것과 같은 가나안 정벌이 벌어진 적이 없다고 본다. 이스라엘 핑켈슈타인은 체계적인 정복의 증거 부족과 가나안 유적에서 새로운 문화가 갑작스레 출현한 것은 이스라엘이 가나안 사회 내의 하위 문화로 먼서 생성된 것을 보여준다고 주장한다.

### 이후
여호수아에 의해 땅을 받은 뒤 이스라엘 왕국이 형성되기 전까지 르우벤 지파는 느슨한 이스라엘 지파 연합에 속하였다. 어떠한 중앙정부도 존재하지 않았고, 민족적인 어려움이 닥쳤을 때에만 판관이 그들을 인도했다. 드보라의 노래에서 르우벤은 시스라의 군대와의 전투로 쇠락했다고 묘사된다.
역대기에서는 다윗이 후에 다윗성이라 불리는 성을 점령할 때 도움을 준 다윗의 용사들이 기록되어 있는데, 르우벤 지파의 우두머리 아디나와 삼십인의 르우벤 지파 전사들이 등장한다. 마찬가지로 역대기에서 사울왕의 통치기에 하갈 사람들과 싸워 승리했다는 기록도 전하는데, 가드 지파와 므나쎄 지파의 절반이 힘을 보탠 것으로 묘사된다.

## 같이 보기
- 이스라엘
- 팔레스타인 (지역)